# Philip Gidley King

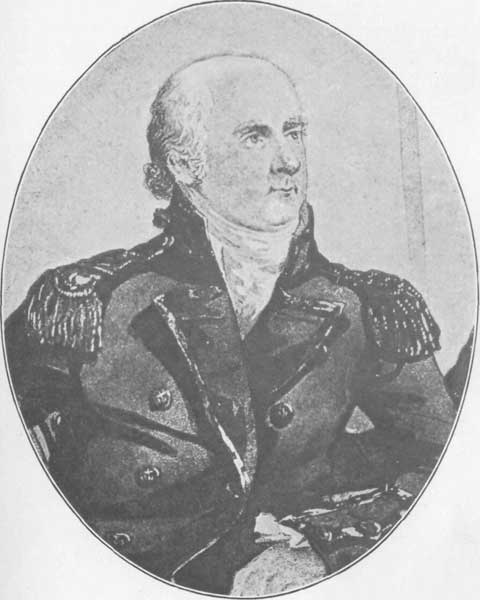
Philip Gidley King

Philip Gidley King (* 23. April 1758 in Launceston in Cornwall; † 3. September 1808 in London) war ein Kapitän der Royal Navy und Kolonialverwalter in Australien. Er ist am bekanntesten als offizieller Gründer der ersten europäischen Ansiedelung auf Norfolk Island und als dritter Gouverneur von New South Wales.

## Norfolk Island
King trat mit 12 Jahren als Captain's Servant der Royal Navy bei und wurde 1778 zum Lieutenant befördert. Er diente unter Arthur Phillip, der ihn für eine Expedition zur Errichtung einer Strafkolonie in New South Wales zum zweiten Offizier der HMS Sirius machte. Bei der Ankunft im Januar 1788 wurde King damit beauftragt, eine kleine Gruppe von Sträflingen und Wachen zu führen und mit ihnen eine Siedlung auf Norfolk Island zu errichten.
Am 6. März 1788 landeten King und seine Gruppe mit Schwierigkeiten auf der Insel, da ein geeigneter Hafen fehlte. Man baute Hütten, rodete das Land, legte Pflanzungen an und kämpfte gegen Maden, Salzluft und Hurrikane. Weitere Sträflinge wurden in die Kolonie geschickt, die sich zuweilen als problematisch erwiesen. Früh im Jahr 1789 verhinderte King eine Revolte, bei der einige Sträflinge geplant hatten, ihn und andere Offiziere gefangen zu nehmen und mit dem nächsten Boot, das eintreffen würde, zu entkommen.
Bei seiner Rückkehr nach Norfolk fand er die auf etwa 1000 angewachsene Bevölkerung in größter Unzufriedenheit vor, die durch das strenge Regime des Majors Robert Ross entstanden war. Er macht sich daran, die Bedingungen zu verbessern und ermutigte die Besiedelung mit ehemaligen Sträflinge oder Marinesoldaten und berücksichtigte deren Meinung in Bezug auf Löhne und Preise. 1794 konnte sich die Insel mit Getreide selbst versorgen, ein Überschuss an Schweinen wurde nach Sydney geschickt. Viele Siedler ernährten sich lieber von den Vorratslagern der Regierung und wenige wollten Norfolk verlassen.
Im Februar 1794 wurde King mit unbegründeten Anschuldigungen von Mitgliedern des New South Wales Corps auf der Insel konfrontiert, er bestrafe sie zu streng und die Sträflinge zu wenig, wenn es zu Streitigkeiten komme. Als ihr Verhalten sich einer Meuterei annäherte, schickte er 20 von ihnen nach Sydney vor das Kriegsgericht. Dort kritisierte Vizegouverneur Francis Grose Kings Verhalten und erließ Order, die dem Militär eine unrechtmäßige Autorität über die Zivilbevölkerung gab. Zwar entschuldigte sich Grose später dafür, der Konflikt mit dem Militär belastete King aber weiter.
An der Gicht leidend kehrte King im Oktober 1796 nach England zurück. Nachdem seine Gesundheit wiederhergestellt war, nahm er seine Marinekarriere wieder auf und wurde zum Nachfolger von John Hunter auf dem Posten des Gouverneurs von New South Wales bestimmt.

## Gouverneurszeit
King wurde am 28. September 1800 zum Gouverneur und begann, die Verwaltung zu reformieren. Er ernannte den Major Joseph Foveaux zum Vizegouverneur von Norfolk Island.
Er ging als erstes gegen das Fehlverhalten der Offiziere des New South Wales Corps, speziell den illegalen Handel mit Spirituosen, insbesondere mit Rum vor. Er versuchte, den Import von Alkohol zu erschweren und begann eine Brauerei zu bauen. Er hatte jedoch zunehmende Probleme, etwas gegen die weiter florierende illegale Destillation im Land sowie die Weigerung der Sträflinge, in ihrer freien Zeit gegen andere Formen der Bezahlung zu arbeiten, zu unternehmen.
Er war weiter mit der militärischen Überheblichkeit und dem Ungehorsam des New South Wales Corps konfrontiert. Er bekam auch in England keine Unterstützung, als er den Offizier John Macarthur für einen Prozess vor dem Kriegsgericht zurückschickte.
King hatte jedoch auch einigen Erfolg. Die von ihm initiierte Regulierung der Preise, Löhne und Arbeitsstunden, finanzielle Abkommen und der Einsatz von Sträflingen brachte den weniger vermögenden Siedlern einige Entlastung und verringerte die Zahl der auf Regierungskosten lebenden Personen. Er förderte den Bau von Kasernen, Werften, Brücken, Häusern usw. Der Viehbestand im Regierungseigentum wuchs erheblich. Er ermutigte auch Versuche mit dem Anbau von Wein, Tabak, Baumwolle, Hanf und Indigo. Walfang und Robbenjagd wurden wichtige Quellen für Öl und Häute, der Kohlenbergbau wurde aufgenommen. King förderte auch das Erziehungswesen und richtete Schulen ein, um Sträflinge zu Handwerkern umzuschulen. Er setzte sich für die Pockenimpfung ein, war Missionaren gegenüber aufgeschlossen und strebte danach, mit den Aborigines in Frieden zu leben. Auch die Gründung der ersten Zeitung in Sydnes, des The Sydney Gazette and New South Wales Advertiser , fand seine Unterstützung.
Obwohl er sich durchaus im Klaren war, dass Sydney eine Strafkolonie war, gab er auch den „Emancipists“, teilweise oder ganz begnadigten Sträflingen, eine Chance, da er meinte, dass Ex-Sträflinge nicht für immer in Ungnade leben sollten. Er berief einige von ihnen in verantwortliche Stellungen und legte die Grundlage des „Ticket of leave“-Systems für die Wiedereingliederung von Sträflingen.

## Leben
Während seiner Zeit als Kommandant auf Norfolk Island hatte King eine Beziehung zu dem Sträfling Ann Inett, mit der er zwei Söhne hatte. Der erste wurde am 8. Januar 1789, geboren, der zweite mit Namen Sydney im Jahre 1790.
Nach dem Schiffbruch der Sirius bei Norfolk Island im März 1790 kehrte King nach England zurück, um über die Probleme der Siedlungen in New South Wales zu berichten. Ann Inett blieb mit den Kindern in Sydney zurück, sie heiratete 1792 einen anderen Mann und führte ein bequemes und angesehenes Leben in der Kolonie. King, der diese Heirat möglicherweise selbst arrangiert hatte, ermöglichte auch die Erziehung seiner Söhne in England, danach wurden sie Offiziere in der Navy.
Während seiner Zeit in England heiratete King am 11. März 1791 Anna Josepha Coombe und kehrte kurz darauf mit der HMS Gorgon zurück, um seinen Posten als Vizegouverneur von Norfolk Island zu einem Jahresgehalt von £250 aufzunehmen. Kings erster legitimer Sohn, Philip Parker King, wurde dort am 13. Dezember 1791 geboren, vier Töchter folgen.
Entdeckungsfahrten führten zur Erkundung der Bass Strait und des Western Port, der Entdeckung der Port Phillip Bay und der Anlage von Siedlungen in Hobart und Port Dalrymple (heute Launceston) in Van-Diemens-Land, dem späteren Tasmanien.
Obwohl er von einer Anzahl von Handelsabmachungen, Viehverkäufen und Landzuweisungen direkt profitierte, war er im Verhältnis zu den meisten seiner Unterstellten eher bescheiden in seinen Ansprüchen.
Die zunehmende Feindseligkeit zwischen King und dem New South Wales Corps führte zu seinem Rücktritt und seiner Ablösung durch William Bligh im Jahre 1806. King kehrte nach England zurück, hier verschlechterte sich seine Gesundheit zusehends und er starb am 3. September 1808.
Obwohl er hart für das Wohl von New South Wales arbeitete und es in einem viel besseren Zustand verließ, als er es vorgefunden hatte, litt sein Ruf durch die verbalen Angriffe der Offiziere. Krankheit und die harten Dienstbedingungen hatte ihn schließlich aufgerieben. Von allen Mitgliedern der First Fleet trug Philip Gidley King vielleicht am meisten zum Gedeihen der Kolonie in ihren frühen Jahren bei.
Der Botaniker Robert Brown benannte 1826 nach ihm und Philip Parker King die australische Pflanzengattung Kingia aus der Familie Dasypogonaceae. Die tasmanische Insel King Island sowie der Ort Kingston auf der Norfolkinsel sind nach ihm benannt.